# Golęcino-Gocław
Golęcino-Gocław – osiedle administracyjne Szczecina, będące jednostką pomocniczą miasta, położone w dzielnicy Północ, nad Odrą i jeziorem Dąbie.
Według danych z 4 maja 2010 w osiedlu na pobyt stały zameldowanych było 3442 osób.
Osiedle składa się z części Golęcino i Gocław. Osiedle od północy graniczy z osiedlem Stołczyn, a od zachodu z osiedlami Bukowo i Żelechowa.

## Samorząd mieszkańców
Rada Osiedla Golęcino-Gocław liczy zwykle 15 członków. W wyborach do Rady Osiedla Golęcino-Gocław 20 maja 2007 roku nie odbyło się głosowanie na kandydatów z powodu ich zbyt małej liczby, mimo że przedłużono zgłaszanie o 3 dni. Na podstawie ordynacji wyborczej za wybranych członków rady osiedla miejska komisja wyborcza uznała 14 zarejestrowanych kandydatów. W wyborach do rady osiedla 13 kwietnia 2003 udział wzięło 105 głosujących, co stanowiło frekwencję 3,42%.
Samorząd osiedla Golęcino-Gocław został ustanowiony w 1990 roku.

## Zdjęcia

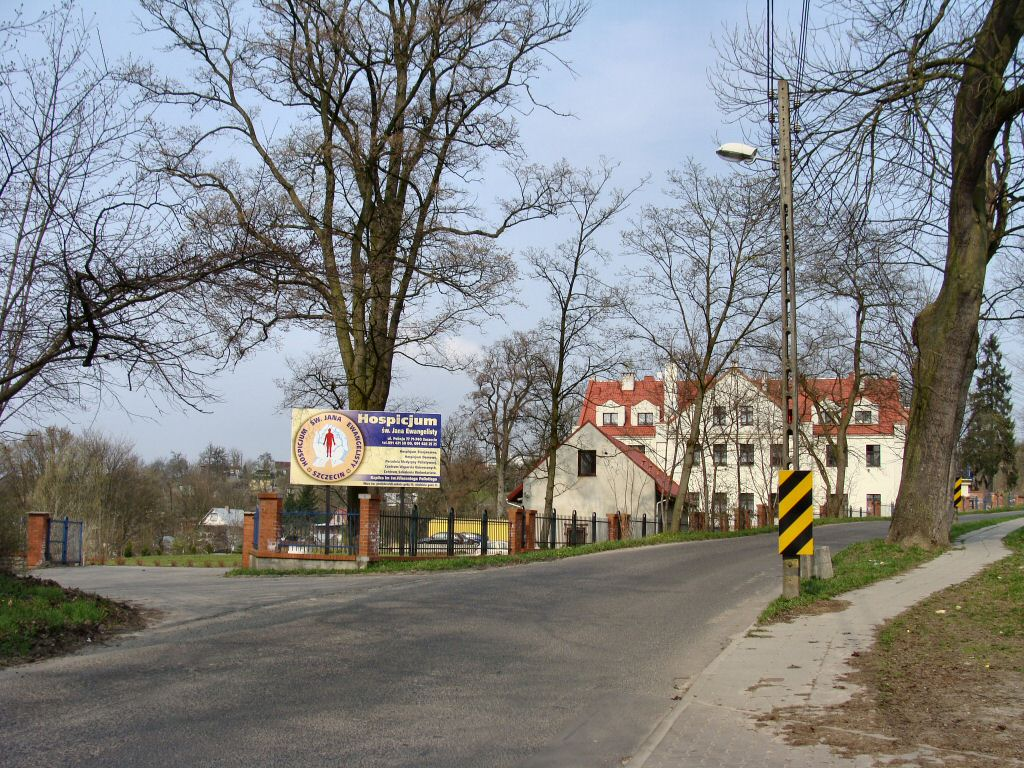
Golęcino – Hospicjum św. Jana Ewangelisty
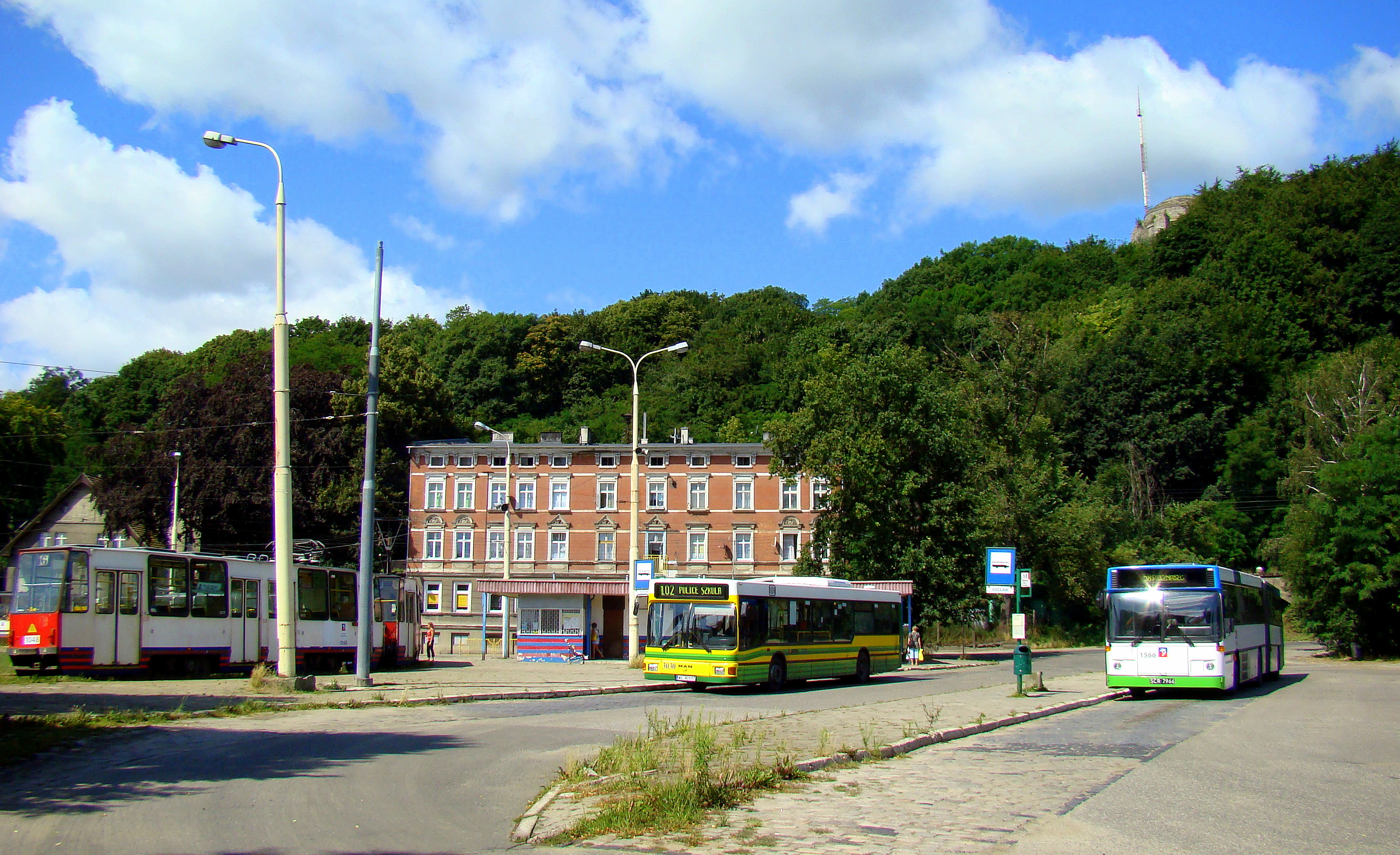
Pętla i część zabudowy Gocławia
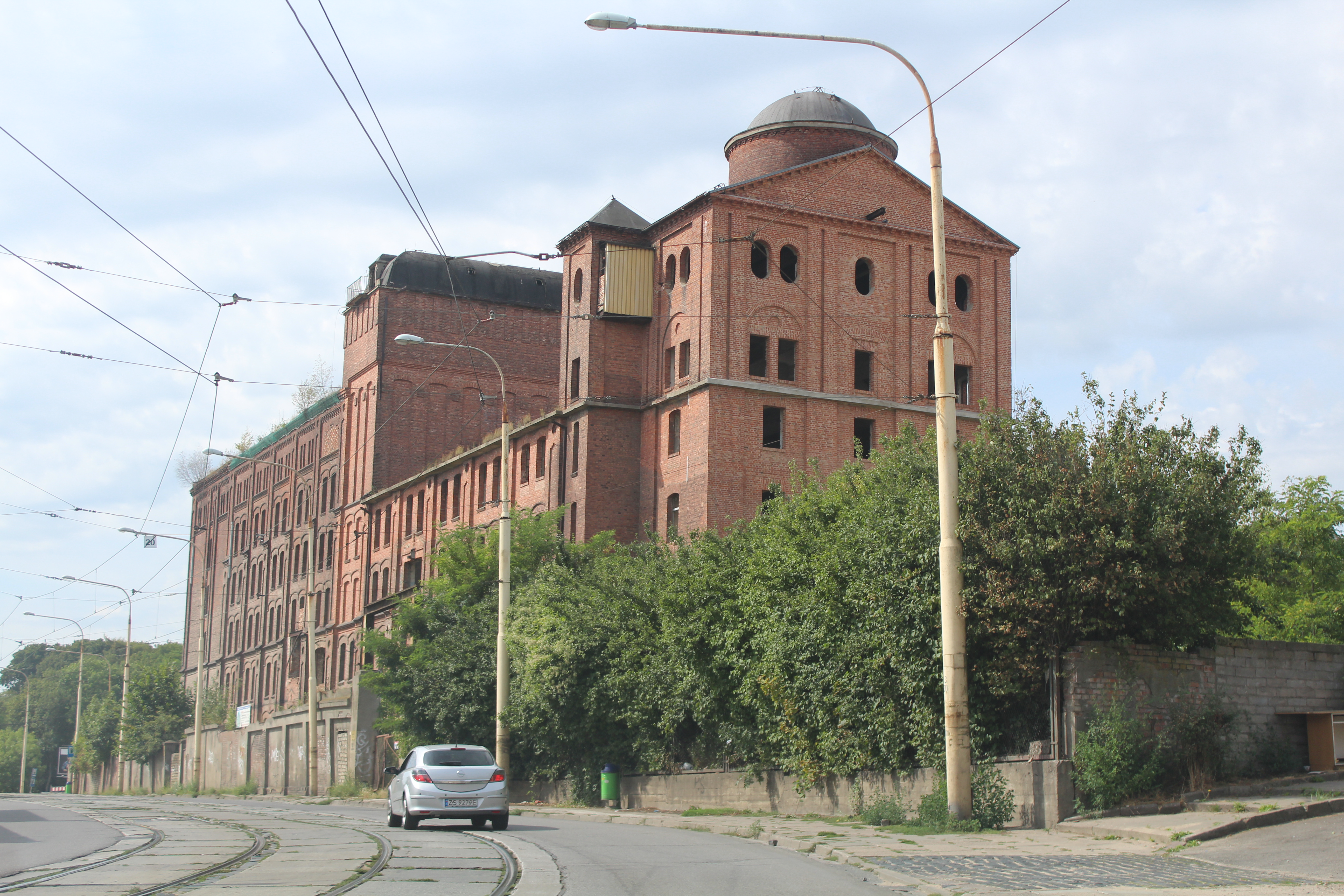
Ruiny Olejarni przy ul. Dębogórskiej
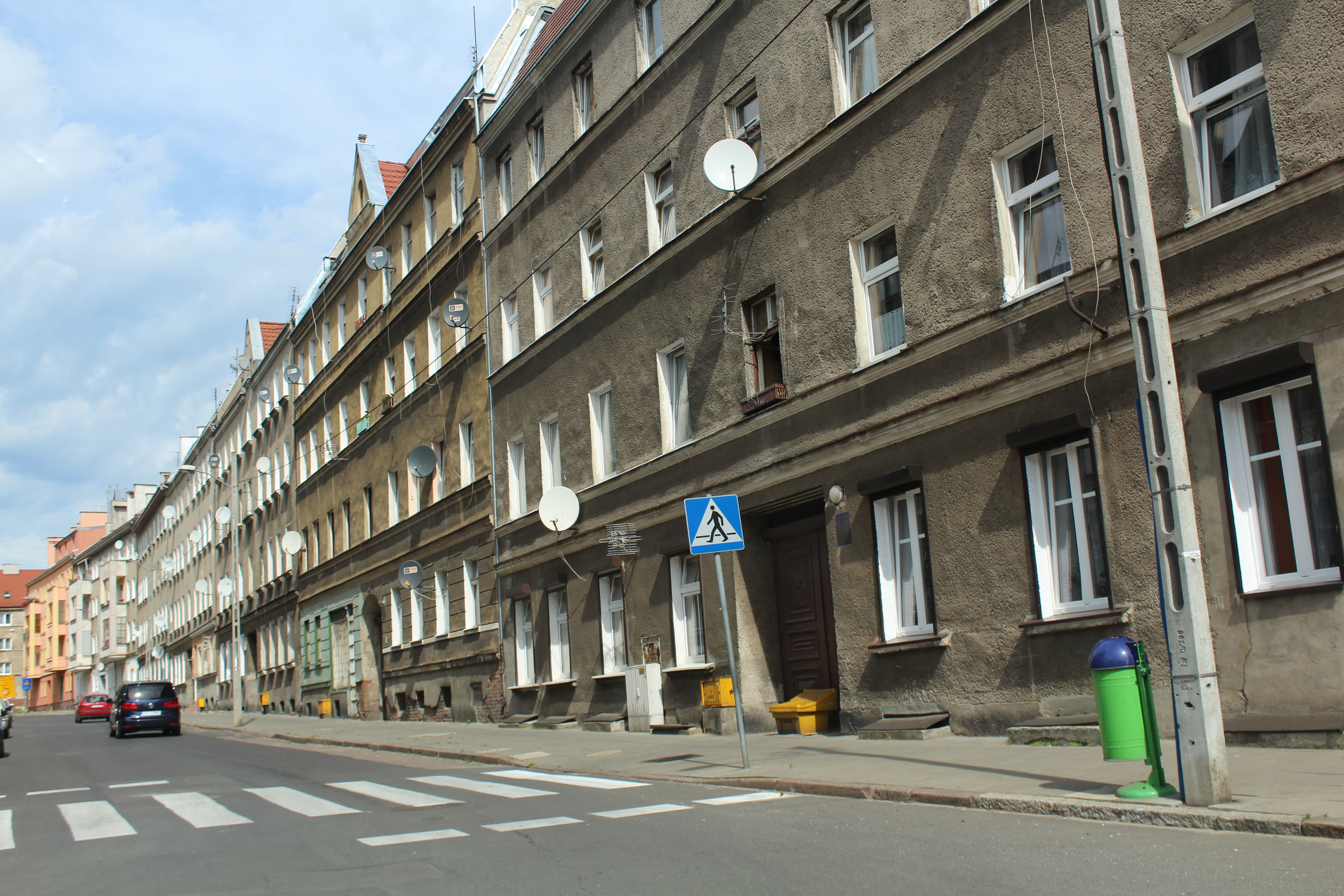
Ulica Ziemowita